# 回龙河街道
回龙河街道，是中华人民共和国四川省广元市利州区曾经下辖的一个街道。

## 行政区划
回龙河街道下辖以下地区：
龙江路社区、同心村、群心村和学工村。